# Bella Vista, Hidalgo
Bella Vista är en ort i Mexiko.   Den ligger i kommunen Tianguistengo och delstaten Hidalgo, i den sydöstra delen av landet, 150 km norr om huvudstaden Mexico City. Bella Vista ligger 1 799 meter över havet och antalet invånare är 115.
Terrängen runt Bella Vista är huvudsakligen kuperad, men västerut är den bergig. Runt Bella Vista är det ganska tätbefolkat, med 72 invånare per kvadratkilometer. Närmaste större samhälle är Zacualtipán, 7,6 km söder om Bella Vista. I omgivningarna runt Bella Vista växer i huvudsak städsegrön lövskog.